# Хьюит, Мэри Элизабет
Мэ́ри Эли́забет Хью́ит (20 марта 1807 года, Молден, США — 17 сентября 1884 года) — американская поэтесса и литературный редактор.

## Биография
Мэри Хьюит родилась в фермерской семье. Когда ей было три года, у неё умер отец. Мать увезла Мэри в Бостон.
25 апреля 1832 года она вышла замуж за Сэмюэля Джиллсона. В их семье было пять детей.
Вторым мужем Мэри стал Р. Стеббинс.
Мэри Хьюит умерла 17 сентября 1884 года.

## Литературные труды
- 1846 — The songs of our land, and other poems
- 1854 — Poems, sacred, passionate, and legendary